# فاكوندو بوش
فاكوندو بوش (بالإسبانية: Facundo Bosch) هو لاعب اتحاد الرغبي أرجنتيني، ولد في 8 أغسطس 1991 في نيكوتشيا في الأرجنتين.

## وصلات خارجية
- فاكوندو بوش عل موقع إسبنسكروم (الإنجليزية)
- فاكوندو بوش على موقع ItsRugby.co.uk (الإنجليزية)